# Anri Kimura
Anri Kimura (jap. 木村安里 Kimura Anri; ur. 17 sierpnia 1994) – japońska zapaśniczka walcząca w stylu wolnym. Zajęła siódme miejsce na mistrzostwach świata w 2015. Złota medalistka mistrzostw Azji w 2015 roku.